# أليس تي شيفر
أليس تي شيفر (بالإنجليزية: Alice T. Schafer)‏ هي طوبولوجية ورياضياتية أمريكية، ولدت في 18 يونيو 1915 في ريتشموند في الولايات المتحدة، وتوفيت في 27 سبتمبر 2009 في ليكسينغتون في الولايات المتحدة.